# Universidade Normal de Huaibei
A Universidade Normal de Huaibei (chinês: 淮北师范大学), antiga Faculdade de Professores da Indústria do Carvão de Huaibei (chinês: 淮北煤炭师范学院), é uma instituição de ensino superior em Huaibei, Província de Anhui, uma base energética da República Popular da China.

## História
A faculdade foi fundada em 1974, então como Universidade Normal de Anhui, Campus Huaibei. Após a aprovação do Conselho de Estado em dezembro de 1978, foi renomeada para Faculdade de Professores da Indústria do Carvão de Huaibei, afiliada ao então Ministério da Indústria do Carvão. Em 1981, foi aprovada para conceder diplomas de bacharel.  Desde setembro de 1998, a faculdade está sob a jurisdição dos governos central e local, e principalmente administrado pela província de Anhui. Em 2003, foi aprovada para a concessão de mestrado. Em 2010, mudou seu nome para Universidade Normal de Huaibei.

## Pesquisa
De acordo com o site oficial da escola em junho de 2018, a escola possui 4 laboratórios-chave em nível provincial, 1 centro de inovação em nível provincial, 2 bases de pesquisa-chave em ciências sociais e ciências sociais em nível provincial, 4 equipes de inovação científica e tecnológica em nível provincial, e 1 nível provincial A equipe de inovação industrial "115", 2 grupos de reflexão em nível provincial; existem plataformas de pesquisa de nível universitário, como o Centro de Pesquisa em Ensino Superior, o Laboratório de Pesquisa em Química Verde e Síntese Orgânica, o Instituto de Pesquisa em Literatura e o Centro de Pesquisa e Criação de Arte em Aquarela.